# Electronic Road Pricing

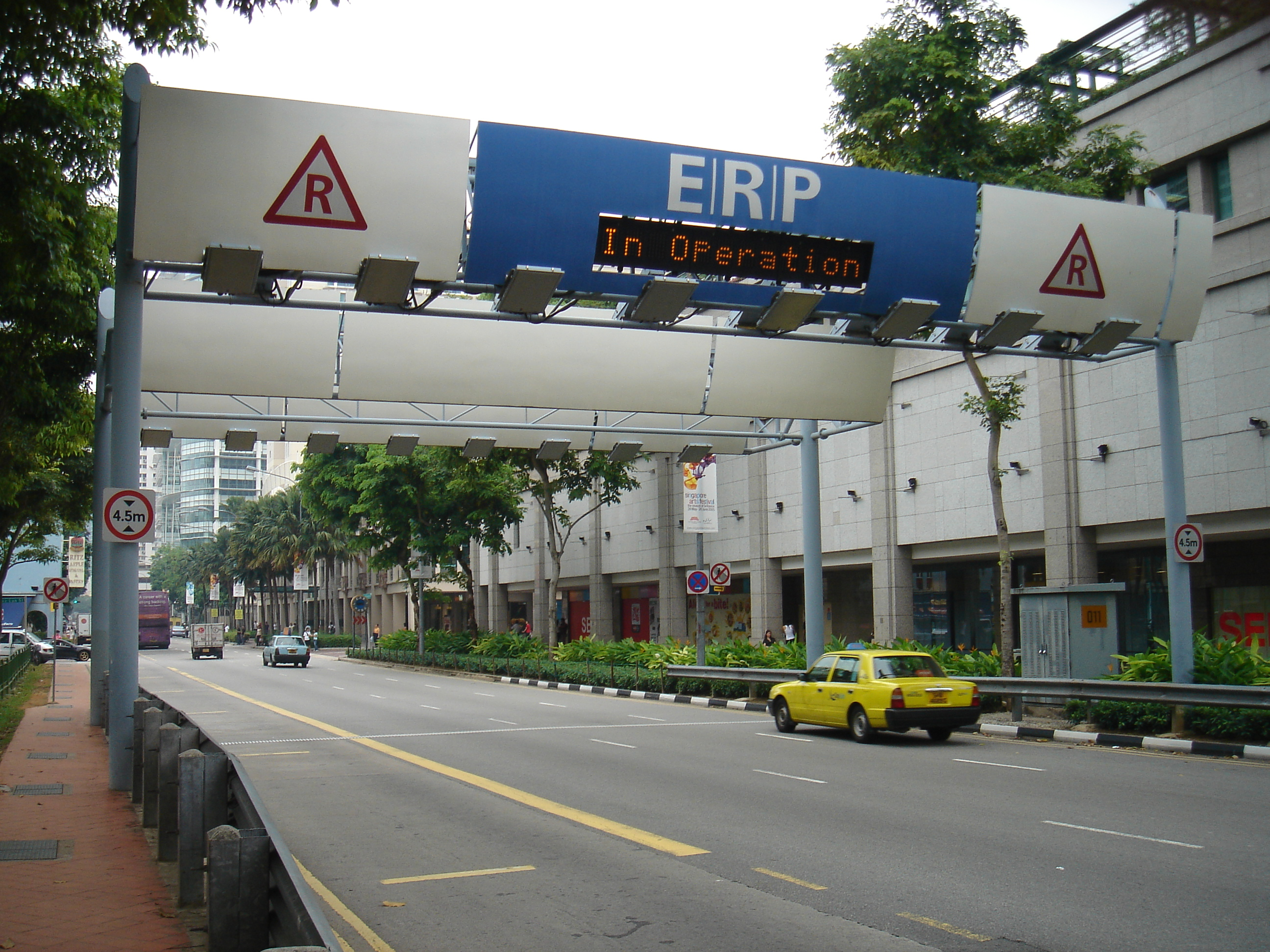
ERP poort in Singapore

Electronic Road Pricing of ERP is een elektronisch systeem dat zorgt voor het berekenen en betalen van tolgelden. Dit systeem kent zijn oorsprong in Singapore, waar het in 1998 voor het eerst in gebruik kwam.

## Werking in Singapore
Op diverse plaatsen in de stad staan ERP-poorten. Op het dashboard van elke auto zit een speciaal kastje, dat geregistreerd wordt door deze poorten. Als een bestuurder dan langs een ERP-poort rijdt, wordt er automatisch een bedrag afgeschreven.